# Morgenster

Le Morgenster est un brick (deux-mâts)  hollandais, coque et pont acier, qui a rejoint les courses de grands voiliers après sa restauration en 2008. Il a été mis à la mer le 2 juin 2008.
Avant sa remise en chantier, il a eu une longue carrière, depuis 1919, comme bateau de pêche en Mer du Nord.
Le Morgenster intègre la flotte de la Frisian Sailing Company. Sa zone d'action sera essentiellement les côtes de l'Europe de l'ouest.
Le Morgenster est un voilier traditionnel qui allie des détails authentiques à un luxe contemporain. Polyvalent, il convient aux fêtes, événements, réunions, noces et réceptions mais  se prête également aux croisières actives grâce à ses qualités sportives.
Il embarque jusqu'à 36 personnes en croisière (8 cabines) et 90 personnes à la journée.